# Lintercom Lisieux-Pays d’Auge-Normandie
Lintercom Lisieux-Pays d’Auge-Normandie ist ein ehemaliger französischer Gemeindeverband mit der Rechtsform einer Communauté de communes im Département Calvados in der Region Normandie. Der Verband wurde am 25. Mai 2012 gegründeter und umfasste 33 Gemeinden. Der Verwaltungssitz befand sich im Ort Lisieux.

## Historische Entwicklung
Der Gemeindeverband entstand mit Wirkung vom 1. Januar 2013 durch die Fusion der Vorgängerorganisationen Communauté de communes Lisieux Pays d’Auge und  Communauté de communes Moyaux Porte du Pays d’Auge zur neuen Communauté de communes Lisieux Cœur Pays d’Auge, die kurz danach auf den aktuellen Namen umbenannt wurde.
Mit Wirkung vom 1. Januar 2017 fusionierte der Gemeindeverband mit
- Communauté de communes du Pays de Livarot,
- Communauté de communes du Pays de l’Orbiquet,
- Communauté de communes de la Vallée d’Auge sowie
- Communauté de communes des Trois Rivières

und bildete so die Nachfolgeorganisation Communauté d’agglomération Lisieux Normandie.

## Mitgliedsgemeinden
1. Beuvillers
2. La Boissière
3. Coquainvilliers
4. Cordebugle
5. Courtonne-la-Meurdrac
6. Courtonne-les-Deux-Églises
7. Fauguernon
8. Firfol
9. Fumichon
10. Glos
11. Hermival-les-Vaux
12. L’Hôtellerie
13. La Houblonnière
14. Lessard-et-le-Chêne
15. Lisieux
16. Marolles
17. Le Mesnil-Eudes
18. Le Mesnil-Guillaume
19. Le Mesnil-Simon
20. Les Monceaux
21. Moyaux
22. Ouilly-du-Houley
23. Ouilly-le-Vicomte
24. Le Pin
25. Le Pré-d’Auge
26. Prêtreville
27. Rocques
28. Saint-Désir
29. Saint-Germain-de-Livet
30. Saint-Jean-de-Livet
31. Saint-Martin-de-la-Lieue
32. Saint-Martin-de-Mailloc
33. Saint-Pierre-des-Ifs